# Palazzo Gomez Silj
Palazzo Gomez Silj, conhecido também como Palazzo Silj ou Palazzo Gomez Lepri Gallo, é um palácio localizado no número 78 da Via della Croce. O edifício é uma obra de Giovanni Antonio de' Rossi construída em 1678 e não é muito diferente de outros na mesma via, com exceção de alguns elementos decorativos nos quais o arquiteto deixou sua marca.